# (4934) Rhôneranger
(4934) Rhôneranger es un asteroide perteneciente al cinturón de asteroides, descubierto el 15 de mayo de 1985 por Edward Bowell desde la Estación Anderson Mesa (condado de Coconino, cerca de Flagstaff, Arizona, Estados Unidos).

## Designación y nombre
Designado provisionalmente como 1985 JJ. Fue nombrado Rhôneranger en honor al enólogo “Randall Grahm”, empresario dueño de las bodegas “Bonny Doon Vineyard”, cerca de Santa Cruz, California.

## Características orbitales
Rhôneranger está situado a una distancia media del Sol de 3,000 ua, pudiendo alejarse hasta 3,330 ua y acercarse hasta 2,670 ua. Su excentricidad es 0,109 y la inclinación orbital 10,96 grados. Emplea 1898 días en completar una órbita alrededor del Sol.

## Características físicas
La magnitud absoluta de Rhôneranger es 12,4. Tiene 11,531 km de diámetro y su albedo se estima en 0,192.